# Adoretus sougnezi
Adoretus sougnezi – gatunek chrząszcza z rodziny poświętnikowatych i podrodziny rutelowatych.

## Taksonomia
Gatunek ten opisany został po raz pierwszy w 2022 roku przez Pola Limbourga, Jérôme’a Constanta i Matthiasa Seidela na łamach „Belgian Journal of Entomology”. Jako lokalizację typową wskazano Chambok w prowincji Kâmpóng Spœ w Kambodży. Epitet gatunkowy nadano na cześć Vincenta Sougeza.

## Morfologia
Jedynym znanym okazem jest samiec o ciele długości 12,5 mm i szerokości 6 mm. Szeroka głowa jest rudobrązowa z czarniawymi wierzchołkami żuwaczek i wargi górnej. Ciemię i zaokrąglony nadustek w całości pokrywają guzki, a czoło gęsto rozmieszczone dołeczki. Żółtawe czułki buduje dziesięć członów. Rudobrązowe przedplecze ma zarys szerszy niż dłuższy, prostokątny z równomiernie zaokrąglonymi bokami. Wszystkie jego krawędzie są opatrzone żeberkiem, a powierzchnia gęsto dołeczkowana. Jajowatego kształtu tarczkę rzeźbią płytkie punkty w kształcie podkowy. Rudobrązowe z lekkim połyskiem metalicznym w odcieniu różowawym, dłuższe niż szerokie pokrywy mają punktowane rzędy, bezładnie punktowane międzyrzędy oraz wyższe od nich żeberka. Pygidium jest zaokrąglone z prawie prostą krawędzią wierzchołkową. Wyrostek przedpiersia jest krótki i zaokrąglony. Odnóża przedniej pary mają dość wąskie, trójzębne golenie. Genitalia samca cechują się wydłużonymi paramerami w widoku grzbietowym o bokach do połowy równoległych a przed szczytem zafalowanych, uzbrojonymi z kolec w każdym kącie wierzchołkowym, w widoku bocznym zaś prostymi do połowy długości i grzbietowo zafalowanymi ku spiczastemu szczytowi.

## Rozprzestrzenienie
Gatunek orientalny, endemiczny dla Kambodży, znany tylko z lokalizacji typowej.